# Немешкер
Немешкер (мађ. Nemeskér) је насеље у западној Мађарској. Немешкер је мање насеље у оквиру жупаније Ђер-Мошон-Шопрон

## Географија

### Локација
Немешкер се налази на западној ивици Кишалфелда, делом Алфелда. Једно је од насеља са најмањом административном површином у области, са само три суседа насеља: Ујкер на истоку и југу, Еђхазашфалу на југозападу-западу и Леве на северозападу. Веома кратка, скоро случајна граница је на североистоку где се граничи са удаљенијим Шопронкевешдом.

## Историја
Немешкер своје оснивање и порекло дугује једном од 9 освајачких мађарских племена, клану Кер. Село Немескер се први пут помиње у писаним изворима 1237. године под именом Куер (Quer). Године 1264. појављује се у облику Кеер. Осамдесетих година 13. века помиње се као Пустакер. У средњем веку, неколико власника, међу њима кланови Кери, а затим и Осл, стекли су овде земљу. Преко овог другог клана, монаси августинци су добили имање и кућу у селу. Касније, усред властелинства Канижаи, а затим и Надашди, живот села у близини властелинског центра, Шарвара, одређивали су моћници са мањим поседима у селу. Турска инвазија изазвала је потпуно уништење насеља између 1529. и 1532. године. Између XVI – XVII века Немешкер је било мало племићко село све до 19. века. Током реформације село постаје лутеранско, али не постаје самостална парохија. Године 1596. село је добило свог проповедника. Ференц Надашди је прешао у католичанство 1643. године. Лутерански бискуп Гергељ Мушаи избегао је овде и радио до 1664. године. Од 1651. до 1786. Немешкер је био седиште жупаније Шопрон. Проглашен је за артикуларно место у парламенту 1681. године.
То је значило слободну верску праксу за евангелисте. Убрзо потом, евангелистичку цркву су одузели месни жупани, али је 1732. године дата дозвола за изградњу нове цркве. Године 1796. постављена је статуа Светог Јована Непомука у близини капијског прочеља који води до Жупанијске куће, као заштитника мостова и улаза. Године 1777. изгорела је чувена школа, а 1858. био је такав пожар да је изгорело три четвртине села. Захваљујући декрету о толеранцији Јозефа II, све вероисповести су добиле слободну верску праксу, тако да су се артикуларна времена завршила. Сам округ се такође вратио у Шопронску јурисдикцију.
После Другог светског рата Немешкер није могао да избегне судбину малих насеља, регионализацију. Формирала је заједничко веће са другим мањим местом Левеом, а након промене режима, Немешкер је постао независно село. Након преласка миленијума, са Левеом и Велчејем добија нотара, због економске ситуације која је изнудила рационализацију. Представнички орган жели да отклони инфраструктурне недостатке како би се повећала и моћ задржавања становништва села. Тако је решен сервис гасовода који обавља ЕГАЗ Рт. Нажалост, изградња канализационе мреже је дуго одлагана због финансијских ограничења, али је њена изградња почела у пролеће 2023. године захваљујући државним средствима.

## Становништво
Током пописа 2011. 98,6% становника изјаснило се као Мађари, 2,4% Немци (0,9% се није изјаснило; због двојног идентитета укупан број може бити већи од 100%). Верска дистрибуција је била следећа: римокатолици 59,7%, реформисани 0,5%, лутерани 25,6%, неденоминациони 0,5% (13,7% се није изјаснило)